# Leucania panarista
Leucania panarista là một loài bướm đêm trong họ Noctuidae.